# كرواتيا الكبرى

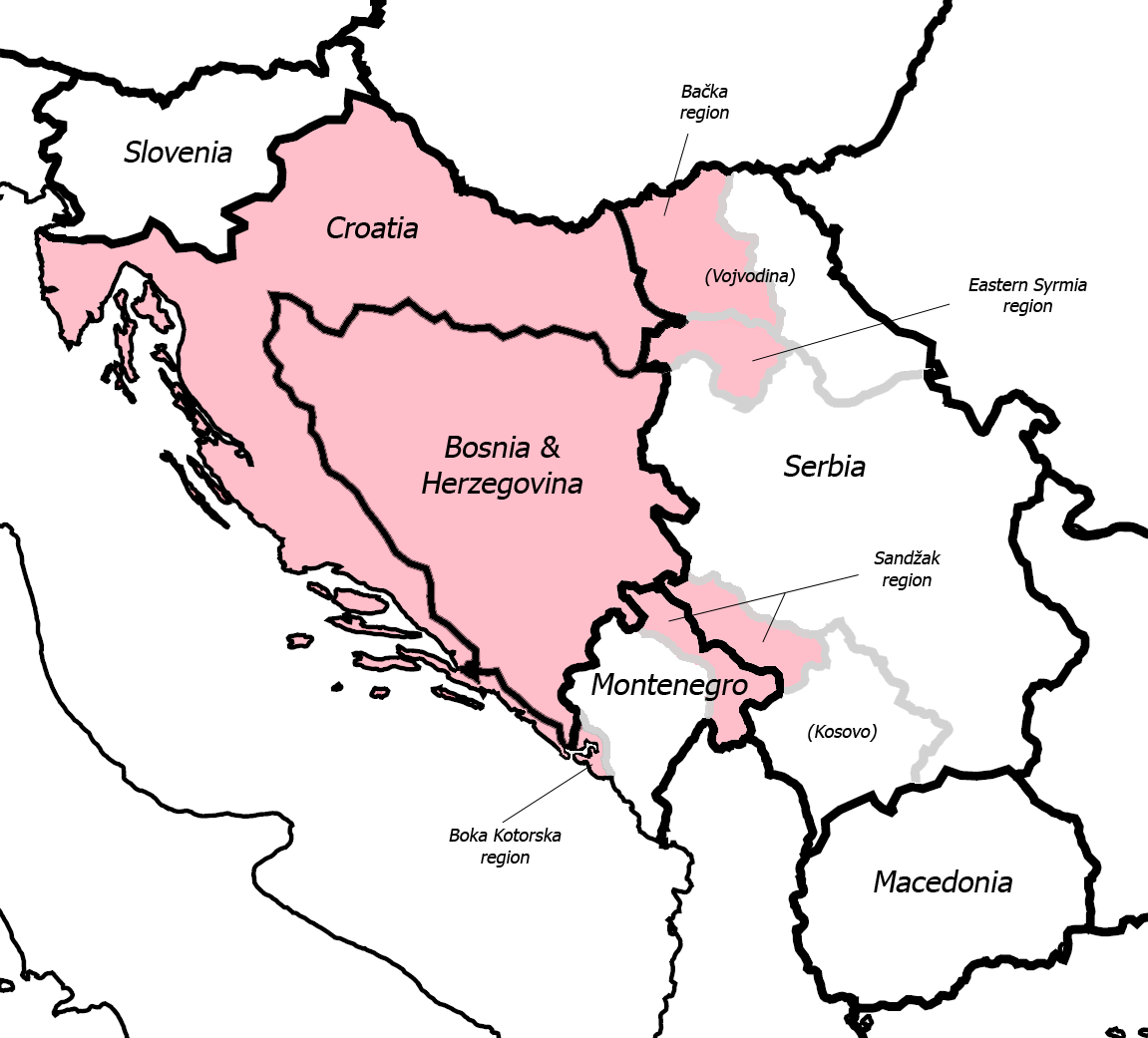
كرواتيا الكبرى

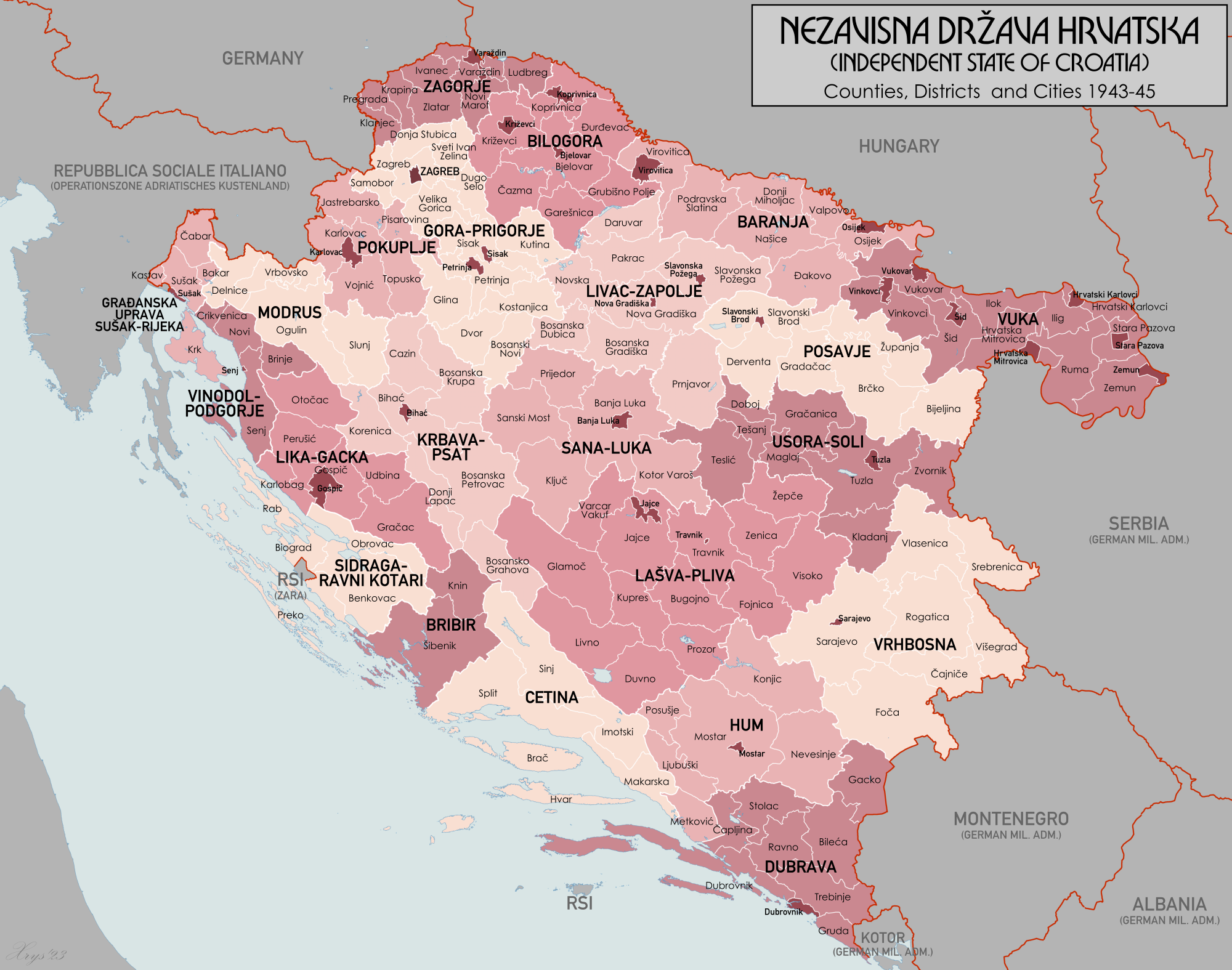
حدود دولة كرواتيا المستقلة خلال الحرب العالمية الثانية

كرواتيا الكبرى (بالكرواتية:Velika Hrvatska) هو مصطلح مستعمل في بعض التيارات القومية الكرواتية، ويرجع أساس هذا الرأي إلى الحقوق التاريخية للدولة الكرواتية حيث ترى هذه التيارات الكرواتية أن الأراضي التي كانت تحت السيادة الكرواتية قبل الغزو العثماني للبلقان في القرن الخامس العشر والسادس عشر يجب أن تسترد إلى السيادة الكرواتية، وقد تبلور هذا المفهوم خلال القرن التاسع عشر.